# رابح دغماني
رابح دغماني (مواليد 10 مايو 1975 في الرويبة ، ولاية الجزائر)، لاعب كرة قدم جزائري يلعب حاليًا مع فريق وداد بن طلحة في الرابطة الجزائرية المحترفة الثانية.
لعب الدغماني عدة مرات مع المنتخب الجزائري خلال عام 2001.

## تتويجات
- فاز بالدوري الجزائري ثلاث مرات أعوام 2002 و 2003 و 2005 مع اتحاد الجزائر
- وصيف الدوري الجزائري ثلاث مرات أعوام 1998 و 2001 و 2004 مع اتحاد الجزائر
- فاز بكأس الجزائر خمس مرات أعوام 1997 و 1998 و 2001 و 2003 و 2004 مع اتحاد الجزائر

## روابط خارجية
- رابح دغماني على موقع قاعدة بيانات كرة القدم.إي يو (الإنجليزية)
- رابح دغماني على موقع Soccerbase.com (لاعب) (الإنجليزية)